# جون دبليو. غوليك
جون دبليو. غوليك (بالإنجليزية: John W. Gulick)‏ هو عسكري أمريكي، ولد في 8 نوفمبر 1874 في غولدزبورو في الولايات المتحدة، وتوفي في 18 أغسطس 1939 في بورتلاند في الولايات المتحدة.